# Oxira pseudorosaria
Oxira pseudorosaria är en fjärilsart som beskrevs av David F. Hardwick 1950. Oxira pseudorosaria ingår i släktet Oxira och familjen nattflyn. Inga underarter finns listade i Catalogue of Life.